# Santa Carmem
Santa Carmem – miasto i gmina w Brazylii, w stanie Mato Grosso.